# Torre Paola
A Torre Paola é uma antiga torre costeira localizada em San Felice Circeo, na Itália.

## História
Construída em 1563, a estrutura faz parte de um primeiro grupo de quatro torres de vigilância costeiras, que inclui também a Torre Moresca, a Torre Cervia e a Torre Fico, edificadas na costa do Monte Circeo para proteger a região contra ataques de piratas sarracenos. A construção foi ordenada pelo Papa Pio IV, que em 1562 emitiu um breve confiando esta tarefa aos senhores de Sermoneta e San Felice.
A torre foi atacada pelos britânicos em 1809, durante as Guerras Napoleônicas. Diferentemente das outras torres de vigilância do Monte Circeo, a torre conseguiu repelir o ataque e evitou danos significativos ou demolição, sob o comando de Ubaldi Piemontese.

## Descrição
A torre está localizada no ponto mais a oeste do promontório do Monte Circeo, com vista para a praia abaixo e para o Lago de Sabaudia a oeste. A torre tem planta circular e está ligada a uma grande gruta marinha, que também pode ser acessada por via marítima.

## Galeria

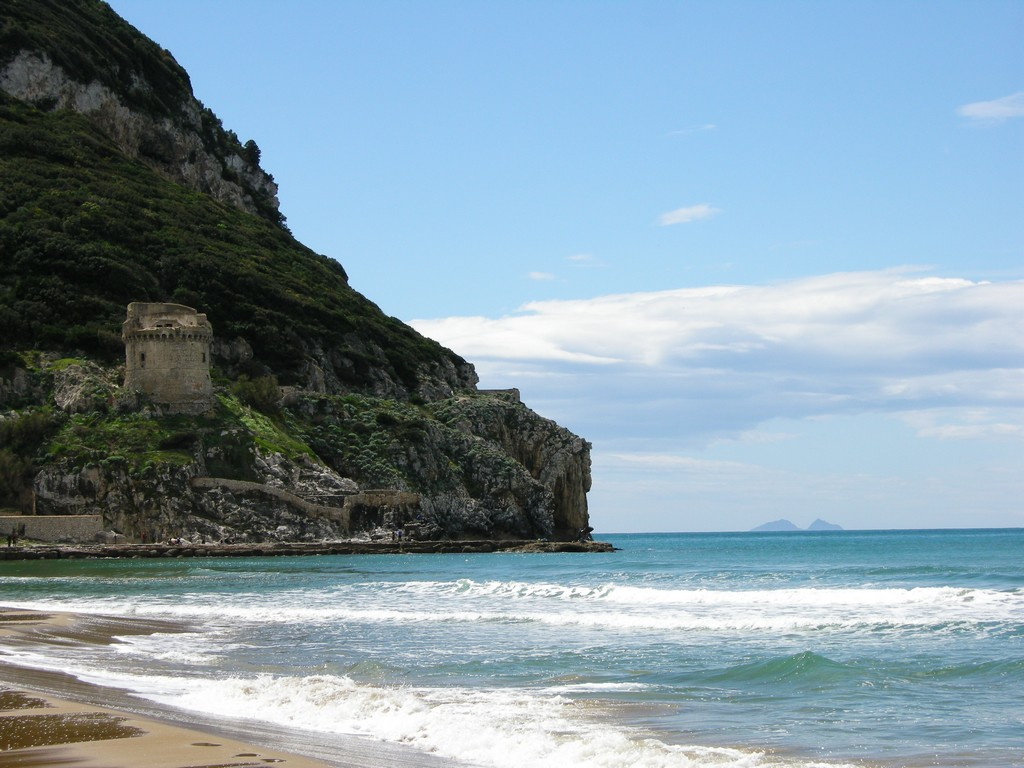
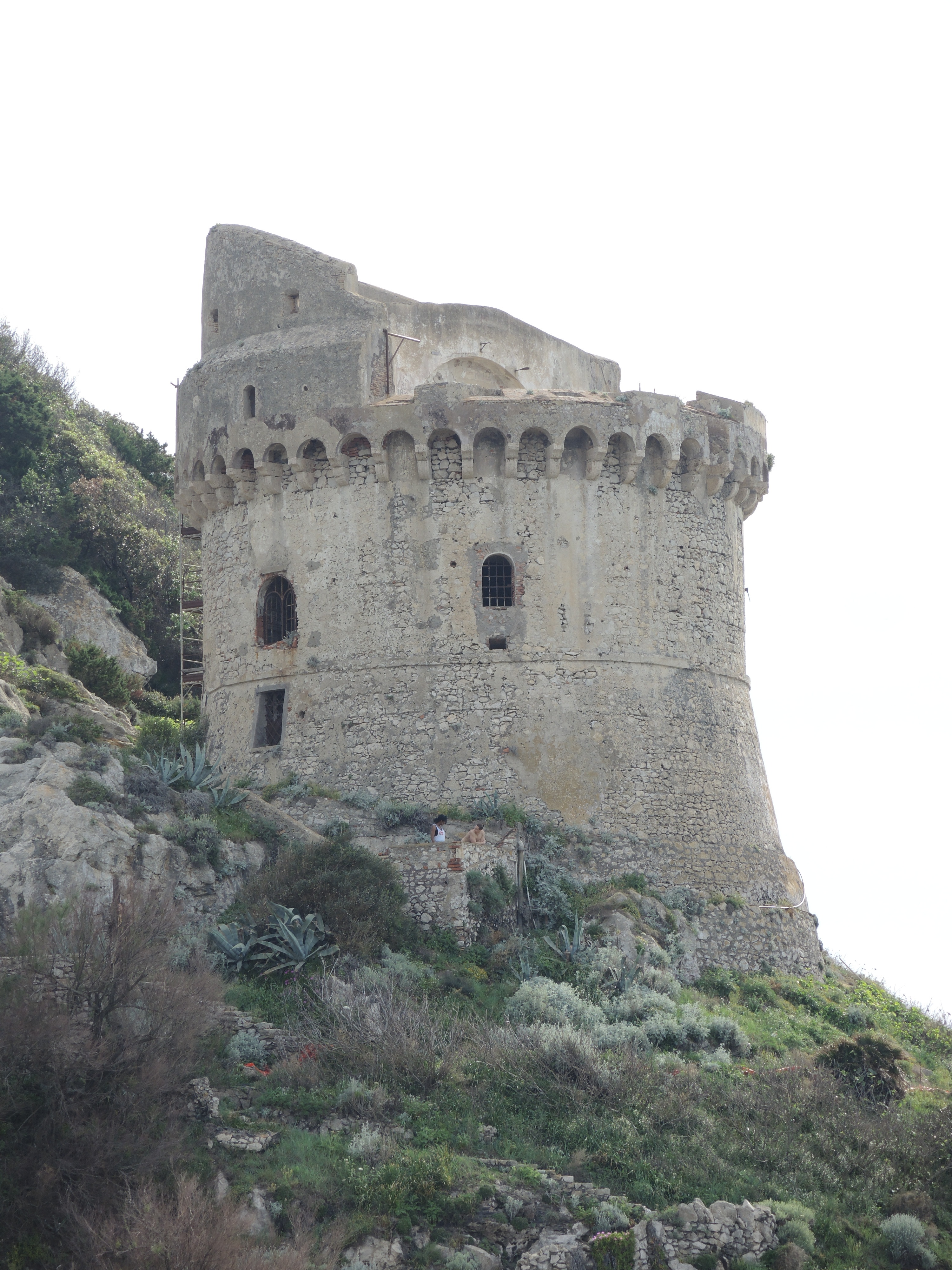
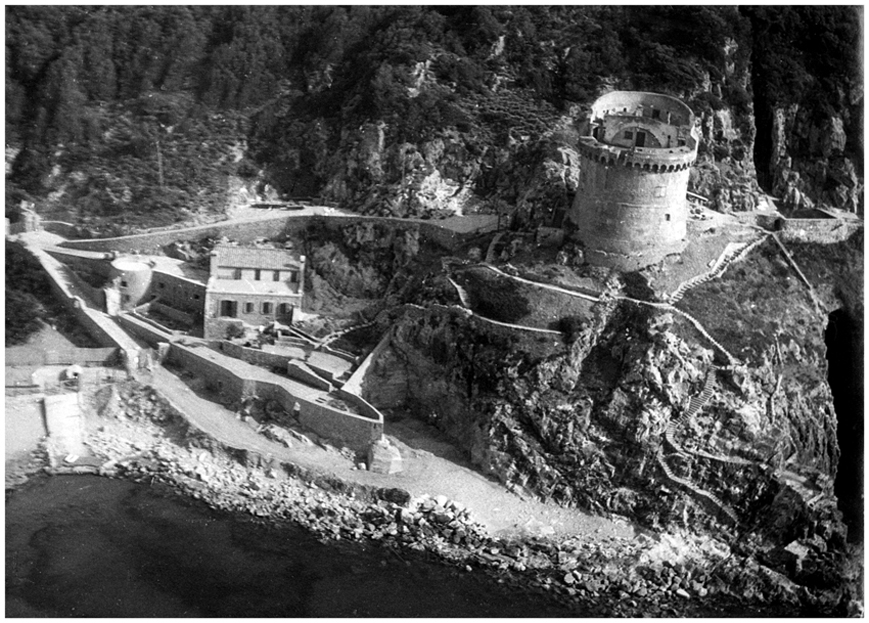